# Маунт Плезант (Тексас)
Маунт Плезант (енгл. Mount Pleasant) град је у америчкој савезној држави Тексас. По попису становништва из 2010. у њему је живело 15.564 становника.

## Демографија
Према попису становништва из 2010. у граду је живело 15.564 становника, што је 1.629 (11,7%) становника више него 2000. године.
| Група             | 2000.         | 2010.         |
| Белци             | 5.802 (41,6%) | 5.086 (32,7%) |
| Афроамериканци    | 2.230 (16,0%) | 2.294 (14,7%) |
| Азијати           | 117 (0,8%)    | 170 (1,1%)    |
| Хиспаноамериканци | 5.664 (40,6%) | 7.938 (51,0%) |
| Укупно            | 13.935        | 15.564        |